# Stade municipal Carlos-Zamith
Le stade Carlos-Zamith (en portugais : Estádio Carlos Zamith), de son nom complet le stade municipal Carlos-Zamith (en portugais : Estádio Municipal Carlos Zamith), également connu sous le nom de Centre d'entraînement de Coroado (en portugais : Centro de Treinamento do Coroado) ou encore de Zamitão, est un stade de football brésilien situé à Coroado, quartier de la ville de Manaus, dans l'État de l'Amazonas.
Le stade, le 3e plus grand de la ville, doté de 5 000 places et inauguré en 2014, sert d'enceinte à domicile aux équipes de football du Nacional Futebol Clube, de l'Atlético Rio Negro Clube, et du Manaus Futebol Clube.
Il porte le nom de Carlos Zamith, journaliste sportif local décédé le 27 juillet 2013.

## Histoire
Après avoir choisi Manaus comme l'une des villes hôtes de la Coupe du monde 2014, le besoin d'un centre d'entraînement supplémentaire en plus du stade Ismael-Benigno incite la mairie à choisir un terrain situé à Alameda Cosme Ferreira dans le quartier de Coroado à l'est de la ville pour construire un nouveau stade.
Les travaux du stade, commandés par l'entreprise de construction J Nasser Engenharia Ltda, débutent en 2013 pour s'achever l'année suivante. Il est inauguré le 6 juillet 2014 lors d'une victoire de derby 2-1 des locaux du Manaus FC sur le Manaus EC (le premier but officiel au stade étant inscrit par Huendel, joueur du Manaus FC).